# Zaur Tağızadə
Zaur Tağızadə (ur. 21 lutego 1979 w Baku) − azerski piłkarz w trakcie kariery piłkarskiej występujący na pozycji napastnika. Występował m.in. w azerskich klubach Şəfa Baku i Neftçi PFK. W reprezentacji Azerbejdżanu zadebiutował w 1997 roku. W latach 1997–2008 wystąpił w 39 meczach kadry, w których zdobył sześć goli.